# Jukka Tiensuu
Jukka Santeri Tiensuu (Helsinki, 30 de agosto en 1948) es un compositor, clavecinista, pianista y director de orquesta finlandés. Es considerado uno de los compositores e intérpretes del clavecín más importantes de la música del siglo XX y XXI.

## Biografía

### Estudios musicales
Estudió en la Academia Sibelius en Helsinki entre 1967 y 1972. También realizó estudios en la Escuela Juilliard de Nueva York, en Friburgo y en el IRCAM de París.

### Carrera musical
En el plano de la composición, sus obras toman en cuenta un campo expandido, pues usa instrumentos tradicionales, de la música popular, elementos corales, orquestales; así mismo explora los timbres del acordeón y el clarinete con ensamble y sonidos electrónicos o computacionales. En sus obras también incluye la improvisación, elementos para que el intérprete tome decisiones e, incluso, pantomima. Como él mismo señala "... cuando se busca la esencia fundamental de la música, uno no puede confinarla en un enfoque estrecho." Sobre su obra, Kimmo Korhonen, dice que posee un lenguaje modernista en el sentido amplio, pues se "extiende desde lo aleatorio hasta el serialismo estricto y la electrónica."
Como intérprete, posee un repertorio amplio que va de la música del Renacimiento hasta la contemporánea.
Dentro de su obra, destaca su obra para clavecín solo Fantango, de 1984, la cual es una de las obras para clavecín más importantes para el repertorio de este instrumento del siglo XX, la cual fue grabada por su compositor en el disco The Fantastic Harpsichord.
Desde 1980, Tiensuu se niega a explicar su música o comentarla, y no realiza entrevistas al respecto, señalando que la música debe hablar por sí sola.
Tiensuu participó en la fundación de festivales de música contemporánea, como el Musica nova de Helsinki y Time of Music en Viitasaari.

## Premios y reconocimientos
- En 2012 recibió el Premio Estatal de la Música de Finlandia.[8]

## Obra

### Obras orquestales[9]
- Conciertos
  - Vie, concierto para orquesta
  - Missa, para clarinete y orquesta
  - Concierto para clarinete, 'Puro'
  - Mind, concierto para piano y orquesta
  - Mood, música estereofónica para pequeña orquesta
- False memories I-III, para orquesta
- Alma II: Lumo, para orquesta sinfónica y sampler
- Sulci, para orquesta

### Música de cámara[9]
- Oddjob, para viola y electrónicos
- Erz, variaciones para acordeón
- Musica ambigua, para flauta, violín, viola da gamba y clavecín
- Plus II, para clarinete y violonchelo
- Arsenic and Old Lace para clavecín afinado microtonalmente y cuarteto de cuerdas
- Nemo, para ensamble y electrónicos
- Spiriti, para acordeón y cuerdas
- Tango Lunaire, para oboe/flauta, clarinete, violín, violonchelo e instrumento de teclado
- Plus IV, para clarinete, acordeón y violonchelo
- Beat, para clarinete, violonchelo y piano
- Rubato, para ensamble
- Asteletsa para clarinete bajo
- Tombeau de Beethoven, para clarinete, violonchelo, piano y cinta
- Le tombeau de Mozart, para clarinete, violín y piano
- Zolo, para acordeón
- Aufschwung, para acordeón, Op.20c
- Mutta, para trío de bayán

### Obras para teclado[9]
- Fantango para clavecín
- Prélude Non-Mesuré, para piano

### Obras para escena[9]
- Alma III: Soma, para orquesta sinfónica y sampler

## Discografía

### Como intérprete
- The Fantastic Harpsichord, Finlandia, FACD, 357[7]
- The Exuberant Harpsichord, Finlandia, FACD 367[7]
- The Frivolous Harpsichord, Ondine, 1999[10][7]